# A Serra (province de Lugo)
A Serra en galicien (nom officiel), ou Serra ou Mercado da Serra ou Mercado de Serra ou A Serra de Barbadelo, est une localité de la parroquia de Santiago de Barbadelo dans la commune galicienne (concello) de Sarria, comarque de Sarria, province de Lugo, communauté autonome de Galice, au nord-ouest de l'Espagne.
Cette localité est traversée par le Camino francés du Pèlerinage de Saint-Jacques-de-Compostelle.

## Patrimoine et culture

### Pèlerinage de Compostelle
Par le Camino francés du Pèlerinage de Saint-Jacques-de-Compostelle, le chemin vient de la localité de Rente dans le concello de Sarria.
La prochaine halte est la localité de Leiman, dans le même concello.